# Паисий Угличский
Преподобный Паи́сий Угличский (в миру — Павел Иванович Гавренев, после 1398 года — 6 июня 1504 года) — русский святой, живший в Угличе. Известен как основатель Покровского монастыря.

## Биография
Павел Иванович Гавренев родился в селе Богородском, что около города Кашина. Точная дата рождения неизвестна — после 1398 года или первые годы XV века. Его отец Иван Иванович Гавренев был боярином угличского князя. Его мать Ксения Васильевна была сестрой преподобного Макария Калязинского из рода Кожиных.
После смерти родителей Павел в возрасте десяти — одиннадцати лет поступил в монастырь своего дяди, где, приняв постриг, занимался переписыванием книг, некоторые из которых сохранились до настоящего времени. После он был послан преподобным Макарием в Углич, где в 1476 году по желанию углицкого князя Андрея Васильевича основал Покровский монастырь, игуменом которого и стал. 6 июня 1504 года Паисий Угличский, прожив более ста лет, умер.
Житие Паисия составлено на рубеже XVI и XVII столетий. Мощи его находились под спудом в Покровской обители.
Память его празднуется 6 июня, а также 23 мая вместе с Собором Ростово-Ярославских святых.
Среди учеников преподобного Паисия — Вассиан и Адриан Угличские.